# Клир, Лео
Лео Энтони «Кристал» Клир (англ. Leo Anthony "Crystal" Klier; 21 мая 1923, Вашингтон, штат Индиана, США — 4 июня 2005, Нейпервилл, штат Иллинойс, США) — американский профессиональный баскетболист и тренер, завершивший карьеру.

## Ранние годы
Лео Клир родился 21 мая 1923 года в городе Вашингтон (штат Индиана), учился там же в одноимённой школе, в которой играл за местную баскетбольную команду.

## Студенческая карьера
В 1946 году окончил Университет Нотр-Дам, где в течение трёх с перерывом лет играл за баскетбольную команду «Нотр-Дам Файтинг Айриш», в которой провёл успешную карьеру. При Клире «Файтинг Айриш» ни разу не выигрывали ни регулярный чемпионат, ни турнир конференции Independent, а также ни разу не выходили в плей-офф студенческого чемпионата США. В сезонах 1943/1944 и 1945/1946 годов в составе «Файтинг Айриш» Клир становился лучшим снайпером команды, набрав 293 и 355 очков соответственно (15,4 и 16,9 в среднем за игру), за что по их итогам включался в 1-ю всеамериканскую сборную NCAA. В 1977 году Лео Клир был включён в Баскетбольный Зал Славы Индианы, а в 2004 году — в команду XX-го века университета Нотр-Дам.

## Профессиональная карьера
Играл на позиции лёгкого форварда и атакующего защитника. В 1946 году Лео Клир заключил соглашение с командой «Индианаполис Каутскис», выступавшей в Национальной баскетбольной лиге (НБЛ). Позже выступал за команды «Форт-Уэйн Пистонс» (БАА и НБА) и «Андерсон Даффи Пэкерс» (НПБЛ). Всего в НБЛ провёл 2 сезона, а в БАА, НБА и НПБЛ — по одному сезону. Всего за карьеру в НБЛ Лео сыграл 100 игр, в которых набрал 1023 очка (в среднем 10,2 за игру). Всего за карьеру в БАА/НБА Клир сыграл 113 игр, в которых набрал 802 очка (в среднем 7,1 за игру) и сделал 177 передач. Помимо этого Лео Клир в составе «Каутскис» два раза участвовал во Всемирном профессиональном баскетбольном турнире, став его победителем в 1947 году.

## Тренерская карьера
Последний год в качестве игрока «Индианаполис Каутскис» Клир был играющим тренером команды, которая под его руководством выиграла всего 24 матча из 59, выведя её в плей-офф с четвёртого места в Западном дивизионе, где она в первом же раунде проиграла в серии клубу «Три-Ситис Блэкхокс» со счётом 1—3. Первую часть сезона 1950/1951 годов играющим тренером команды «Андерсон Пэкерс» (сыграл всего 8 игр) был Фрэнк Гейтс, проведя на этом посту 27 матчей (15 побед при 12 поражениях). В середине сезона он был уволен со своего поста из-за неудовлетворительных результатов команды, а на освободившееся место был назначен его одноклубник Лео Клир (сыграл 31 игру), который доработал сезон до конца, проведя в ранге тренера всего 17 игр (7—10). «Пэкерс» в том сезоне заняли второе место в Восточном дивизионе и попали в плей-офф, который в итоге не проводился и чемпион лиги не выявлялся. По окончании первенства команда «Андерсон Пэкерс» была расформирована, а Гейтс и Клир завершили свою профессиональную карьеру.

## Семья и смерть
Во время Второй мировой войны, когда он служил в Военно-морских силах США, ему пришлось на один год прервать свою учёбу в университете (1944—1945). После завершения своей профессиональной карьеры Клир в течение 27 лет работал в американской нефтяной компании, а затем открыл свой собственный бизнес. Его жену звали Нэнси, которая родила Лео пять дочерей (Пегги, Марианну, Джанет, Марту и Кэрол) и четырёх сыновей (Кевина, Майкла, Дэниела и Тимоти), они в свою очередь подарили ему двадцать одного внука. Лео Клир скончался в субботу, 4 июня 2005 года, на 83-м году жизни в городе Нейпервилл (штат Иллинойс).

## Статистика

### Статистика в НБА
| Сезон                                                                                    | Команда   | Регулярный сезон | Регулярный сезон | Регулярный сезон | Регулярный сезон | Регулярный сезон | Регулярный сезон | Регулярный сезон | Регулярный сезон | Регулярный сезон | Регулярный сезон | Регулярный сезон | Серия плей-офф | Серия плей-офф | Серия плей-офф | Серия плей-офф | Серия плей-офф | Серия плей-офф | Серия плей-офф | Серия плей-офф | Серия плей-офф | Серия плей-офф | Серия плей-офф |
| Сезон                                                                                    | Команда   | GP               | GS               | MPG              | FG%              | 3P%              | FT%              | RPG              | APG              | SPG              | BPG              | PPG              | GP             | GS             | MPG            | FG%            | 3P%            | FT%            | RPG            | APG            | SPG            | BPG            | PPG            |
| ---------------------------------------------------------------------------------------- | --------- | ---------------- | ---------------- | ---------------- | ---------------- | ---------------- | ---------------- | ---------------- | ---------------- | ---------------- | ---------------- | ---------------- | -------------- | -------------- | -------------- | -------------- | -------------- | -------------- | -------------- | -------------- | -------------- | -------------- | -------------- |
| 1948/49                                                                                  | Форт-Уэйн | 47               |                  |                  | 25,4             |                  | 70,8             |                  | 1,2              |                  |                  | 7,4              | Не участвовал  | Не участвовал  | Не участвовал  | Не участвовал  | Не участвовал  | Не участвовал  | Не участвовал  | Не участвовал  | Не участвовал  | Не участвовал  | Не участвовал  |
| 1949/50                                                                                  | Форт-Уэйн | 66               |                  |                  | 30,4             |                  | 74,2             |                  | 1,8              |                  |                  | 6,9              | 2              |                |                | 0,0            |                | 100,0          |                | 1,5            |                |                | 0,5            |
|                                                                                          | Всего     | 113              |                  |                  | 28,0             |                  | 72,8             |                  | 1,6              |                  |                  | 7,1              | 2              |                |                | 0,0            |                | 100,0          |                | 1,5            |                |                | 0,5            |
| Наведите курсор мыши на аббревиатуры в заголовке таблицы, чтобы прочесть их расшифровку. |           |                  |                  |                  |                  |                  |                  |                  |                  |                  |                  |                  |                |                |                |                |                |                |                |                |                |                |                |